# كيمبرلي كروسمان
كيمبرلي كروسمان (بالإنجليزية: Kimberley Crossman)‏ هي ممثلة نيوزيلندية، ولدت في 24 مايو 1988 في أوكلاند في نيوزيلندا.

## أعمال

### مسلسلات
- شارع شورتلاند

## وصلات خارجية
- الموقع الرسمي
- كيمبرلي كروسمان على موقع IMDb (الإنجليزية)
- كيمبرلي كروسمان على موقع قاعدة بيانات الفيلم (الإنجليزية)